# Valdelaguna
Valdelaguna község Spanyolországban, Madrid tartományban. Valdelaguna Belmonte de Tajo, Colmenar de Oreja, Chinchón, Morata de Tajuña, Perales de Tajuña és Villarejo de Salvanés községekkel határos. Lakosainak száma 1094 fő (2024).

## Népesség
A település népessége az utóbbi években az alábbiak szerint változott:
| Lakosok száma | 573  | 673  | 778  | 872  | 863  | 855  | 867  | 937  | 1016 | 1094 |
|               | 2001 | 2004 | 2007 | 2009 | 2012 | 2014 | 2017 | 2019 | 2022 | 2024 |